# زندگی جای دیگریست (رمان)

اولین ویرایش انگلیسی (انتشارات آلفرد ای. کناف)

زندگی جای دیگریست (به چکی: Život je jinde) (به انگلیسی: Life Is Elsewhere) (به فرانسوی: La vie est ailleurs) رمانی به زبان چکی، نوشتهٔ میلان کوندِرا می‌باشد و در ۱۹۶۹ میلادی نگارش‌اش به پایان رسیده‌است و اولین‌بار این رمان در ۱۹۷۳ به زبان فرانسوی ترجمه و منتشر گشت و در همان سال برنده جایزه ادبی مدیسی گردید.
داستان رمان در چکسلواکی قبل، در طول و بعد از جنگ جهانی دوم اتفاق می‌افتد و ماجراهای یارومیل را، که زندگی خود را وقف شعر نموده‌است، روایت می‌کند.
این کتاب در سال ۱۳۷۷ خورشیدی و توسط پانته‌آ مهاجر کنگرلو به فارسی ترجمه و توسط نشر تنویر منتشر گشته‌است.